# Paranothrotes elbursianus
Paranothrotes elbursianus är en insektsart som först beskrevs av Willy Adolf Theodor Ramme 1951.  Paranothrotes elbursianus ingår i släktet Paranothrotes och familjen Pamphagidae. Inga underarter finns listade i Catalogue of Life.